# Partido Carlista (1970)
Partido Carlista (PC, česky Karlistická strana) je španělská politická strana navazující na historické tradice karlismu. Strana byla založena v roce 1970, legalizována však byla až po smrti diktátora Franca, tedy roku 1977. Od roku 1999 vydává svůj tisk zvaný El Federal (nahradil dřívější IM). Členové strany se setkávají každým rokem na hoře Montejurra.

## Charakteristika a zapojení do politického systému
Karlismus historicky pochází z dynastických sporů Bourbonů a jako politická ideologie vychází z konzervativních a federalistických tradic. V 70. a 80. letech ale proběhlo rozdělení na levicový karlismus (reprezentovaný právě PC) a krajně pravicový karlismus (strana Comunión Tradicionalista Carlista vznikla roku 1986). Karlistická strana přijala vizi samosprávného socialismu a demokratické socialistické monarchie založená na konsensu mezi dynastií a lidem. V roce 1974 se v Paříži zapojila do Demokratické junty Španělska (Junta Democrática de España) a podpořila jejích 12 bodů reprezentujících vizi demokratické společnosti. Prvních svobodných voleb v roce 1977 se strana nezúčastnila, protože v té době ještě nebyla úředně legalizována její činnost (údajně ale disponovala prostředky pro účast, dle údajů strany měla až 25 tisíc aktivistů). Následně PC podporovala novou španělskou ústavu. První účast ve volbách do parlamentu 1979 přinesla zklamání, levicoví karlisté obdrželi pouze 50 tisíc hlasů (0,28 %) (nejlepšího výsledku dosáhli v regionu Navarra, přes 7 %). Pro vnitřní rozpory proběhla vlna vystupování a vylučování ze strany a proto byl výsledek voleb 1982 pro stranu tristní: pouze 224 hlasů. V roce 1986 se zapojila do koalice Jednotná levice (Izquierda Unida), ve které měla nejsilnější postavení Komunistická strana Španělska. Ta ve volbách získala 935 504 hlasů, tj. 4,63 %. V roce 1987 PC koalici opustila. V následujících třech volbách nepostavila strana své kandidáty, ať už z důvodů nedostatku financí, tak z důvodů poklesu aktivity většiny straníků (kandidovala pouze do evropského parlamentu: v roce 1989 obdržela 8 tisíc hlasů, 1994 přes 4 tisíce hlasů). Ve volbách do Kongresu 2000, 2004 (i v eurovolbách) i 2008 se počet odevzdaných hlasů pohyboval okolo 2 000 (0,01 %). V roce 1998 se zástupci PC podepsali pod Pakt z Estelly (Pacto de Estella), prosazující nezávislost Baskicka na straně jedné a odmítnutí násilí na straně druhé. V roce 2005 se karlisté postavili proti euroústavě.

## Ideologie a politická filosofie

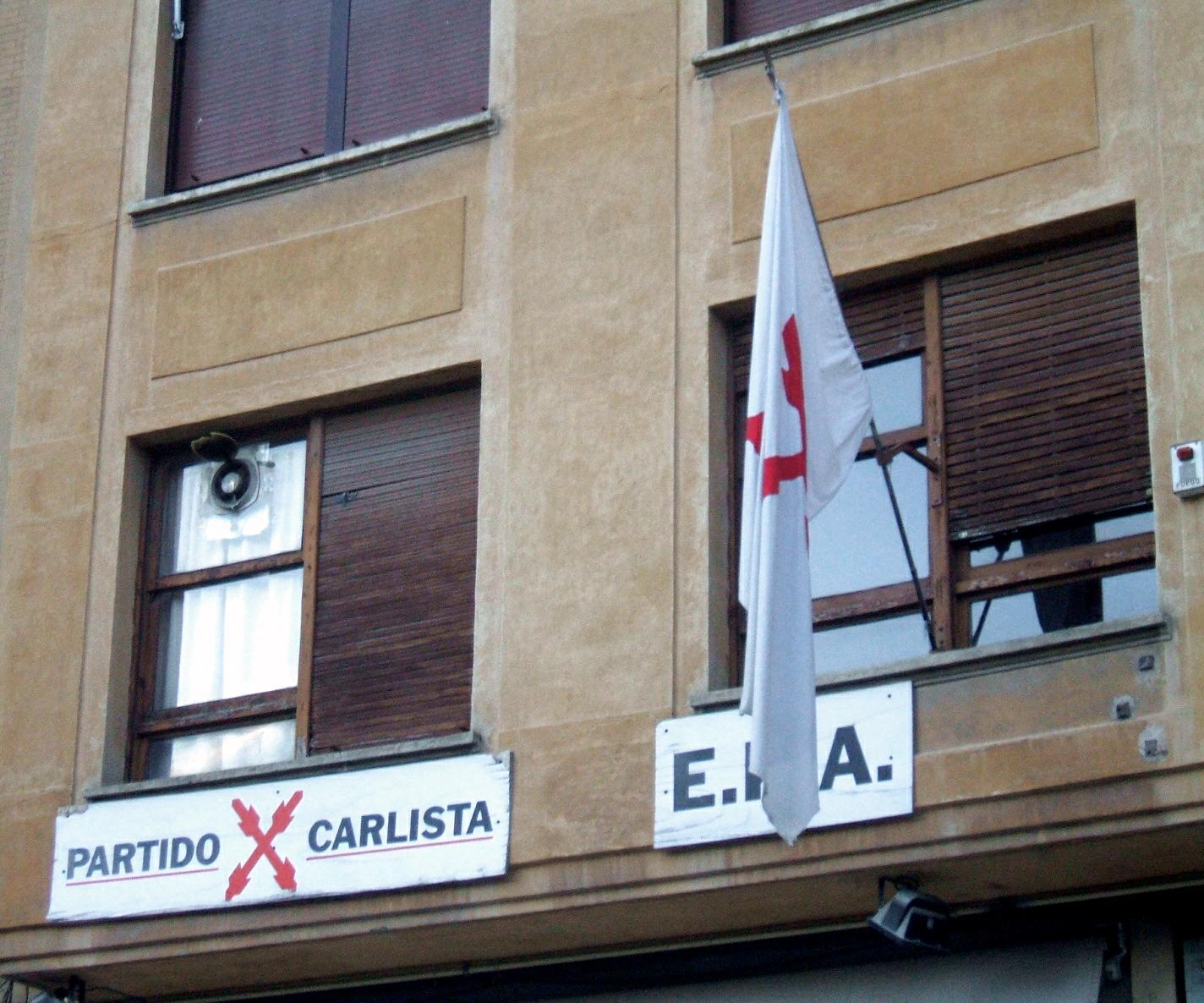
Sídlo strany v regionu Navarra (fotografie pořízená v roce 2009)

Karlistická strana představuje těžko zařaditelný proud na politickém spektru, většinou bývá považována za alternativní, nacionalistickou a tradicionalistickou levici. Heslo strany zní: „Svoboda, socialismus, federalismus, samospráva“.
Podle vlastních slov Karlistická strana „zastává ideologii demokracie a socialismu, staví se proti centralizaci a uniformizaci prosazované hlavními představiteli španělské politiky, totiž PP a PSOE“ Karlisté odmítají jak kapitalismus, tak reálný socialismus, prosazují vizi samosprávné společnosti (viz autonomismus).